# Joseph Diez Gergonne
Joseph Diez Gergonne (1771-1859) là nhà toán học người Pháp.